# Liste du patrimoine immobilier classé de Brunehaut
Cette page regroupe l'ensemble du patrimoine immobilier classé de la commune belge de Brunehaut.
| Objet | Année de construction / Architecte | Adresse | Section communale | Coordonnées                      | Numéro d’inventaire | Illustration                            |
| --- | ---------------------------------- | ------- | ----------------- | -------------------------------- | ------------------- | --------------------------------------- |
| Château de Lannoy, improprement dénommé Château de Bruyelle, à Bruyelle (ANTOING) et Hollain (BRUNEHAUT) |                                    |         |                   | 50° 33′ 06″ nord, 3° 25′ 21″ est | 57093-CLT-0001-01   | Image manquanteTéléverser               |
| Menhir, dit Pierre Brunehault à Hollain |                                    |         |                   | 50° 31′ 34″ nord, 3° 24′ 57″ est | 57093-CLT-0002-01   | Menhir, dit Pierre Brunehault à Hollain |
| Transept de l'église paroissiale à Jollain-Merlin |                                    |         |                   | 50° 32′ 21″ nord, 3° 24′ 15″ est | 57093-CLT-0003-01   | Image manquanteTéléverser               |
| Chœur du Xve siècle de l'église Sainte-Marie-Madeleine à Howardries |                                    |         |                   | 50° 30′ 21″ nord, 3° 21′ 23″ est | 57093-CLT-0004-01   | Image manquanteTéléverser               |
| le maître-autel et son retable, les deux autels latéraux et leur retable, le banc de communion, la chaire de vérité, les lambris et confessionnaux se trouvant dans le transept, et les stalles placées de part et d'autre de l'avant-Chœur de l'église de Rongy |                                    |         |                   | 50° 30′ 25″ nord, 3° 23′ 10″ est | 57093-CLT-0006-01   | église de Rongy                         |
| L'église Saint-Aybert à Bléharies |                                    |         |                   | 50° 30′ 45″ nord, 3° 24′ 56″ est | 57093-CLT-0007-01   | L'église Saint-Aybert à Bléharies       |